# 四苄基铪
四苄基铪是一种金属有机化合物，化学式为Hf(CH2C6H5)4，它可用作烯烃聚合催化剂的前体。

## 制备
将高纯度的四氯化铪置于干燥的乙醚中搅拌，降温至−78 °C后滴加1.0 mol/L的苄基氯化镁的乙醚溶液，真空蒸去溶剂后用60 °C的庚烷（或己烷）溶解固体，降温得到四苄基铪晶体。